# Glamondans
Glamondans är en kommun i departementet Doubs i regionen Bourgogne-Franche-Comté i östra Frankrike. Kommunen ligger i kantonen Roulans som tillhör arrondissementet Besançon. År 2022 hade Glamondans 196 invånare.

## Befolkningsutveckling
Antalet invånare i kommunen Glamondans
Referens:INSEE